# 完颜从坦
完颜从坦（12世纪？—1218年），金朝宗室，女真族，完颜氏。
完颜永济大安年间，完颜从坦任尚书省祗候郎君。金宣宗贞祐二年（1214年），自募义兵数千，任宣差都提控，同知涿州事，升任刺史，经略海州。不久，充宣差都提控，安抚山西军民，援救中都（今北京）。贞祐四年，行枢密院于河南府。上谏强兵利民之策。兴定元年（1217年），改辉州刺史，权河平军节度使、孟州经略使。授同知东平府事，权元帅左监军、行元帅府事，与参知政事李革守平阳（今山西省临汾市）。次年，蒙古军破城，自杀。追赠昌武军节度使。